# 弗拉基米尔·斯维亚托斯拉维奇 (梁赞大公)
弗拉基米尔·斯维亚托斯拉维奇（俄语：Владимир Святославич，?—1161年），是穆罗姆公国王公以及第一任梁赞大公国的君主。其曾於1146年幫助斯维亚托斯拉夫·奥利戈维奇對抗伊贾斯拉夫二世·姆斯季斯拉维奇。。